# Quincha

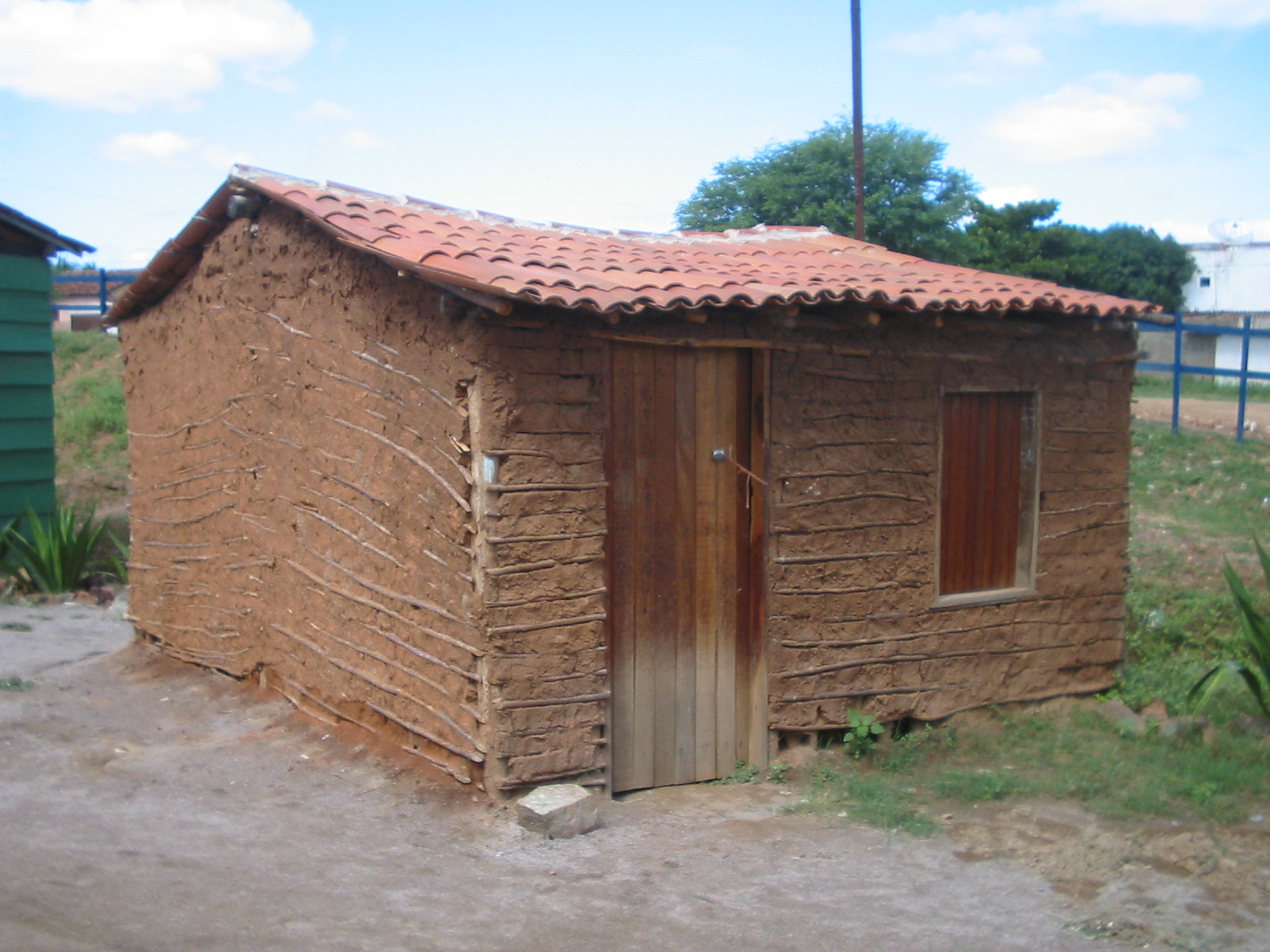
Hus byggt med quinchateknik.

Quincha (från quechua eller simi rune: qincha, mur, staket, inhägnad) är ett traditionellt system för konstruktion i Sydamerika och Panama. Det kännetecknas av användningen av blandade tekniker, som i grunden består av ett ramverk av trä, bambu eller liknande, eller andra vegetabiliska fibrer täckta med lera för konstruktion av inhägnader. Ramar som liknar quincha har använts i konstruktion sedan mycket tidigt i Perus historia, och i Vicekungadömet Peru. Användningen spred sig tack vare sin tålighet mot jordbävningar, beroende på dess låga vikt och elasticitet. Quincha användes av Batokulturen och Llolleokulturen under 200-talet. Byggnadssättet ärvdes av många folk, bland annat urfolket Mapuche.